# شيغيرو ناكاهارا
شيغيرو ناكاهارا (中原茂 ناكاهارا شيغيرو) هو مؤدي أصوات ياباني ولد في 22 يناير 1961 في كاناغاوا.

## أدواره في الأنمي

### مسلسلات أنمي تلفزيونية
- دراغون بول Z - الآلي رقم 17
- دراغون بول GT - الآلي رقم 17
- دراغون بول كاي - الآلي رقم 17
- التقرير المتنقل الجديد جاندام وينج - تروا بارتون
- الوميض الأزرق
- يو يو هاكوشو - يوكو كوراما
- سنغوكو باسارا - موري موتوناري
- سنغوكو باسارا تو - موري موتوناري
- داركر ذان بلاك: المقاول الأسود - نيك هيلمان
- كيوسوغيغا - كوراما
- إندماج الديجيمون - غرافيمون

### أوفا أنمي
- التقرير المتنقل الجديد جاندام وينج: إندليس والتز - تروا بارتون
- سوبرنتشرل ذي أنيميشن - ديفيد

### أفلام أنمي
- سنغوكو باسارا: ذا لاست بارتي - موري موتوناري

## أدواره في ألعاب الفيديو
- سنغوكو باسارا: ساموراي هيروز - موتوناري موري

## وصلات خارجية
- شيغيرو ناكاهارا على موقع IMDb (الإنجليزية)
- شيغيرو ناكاهارا على موقع ألو سيني (الفرنسية)
- شيغيرو ناكاهارا على موقع ميوزك برينز (الإنجليزية)
- شيغيرو ناكاهارا على موقع قاعدة بيانات الفيلم (الإنجليزية)
- شيغيرو ناكاهارا على موقع كينوبويسك (الروسية)
- شيغيرو ناكاهارا على موقع ANN person (الإنجليزية)